# 加泰隆尼亞現代主義

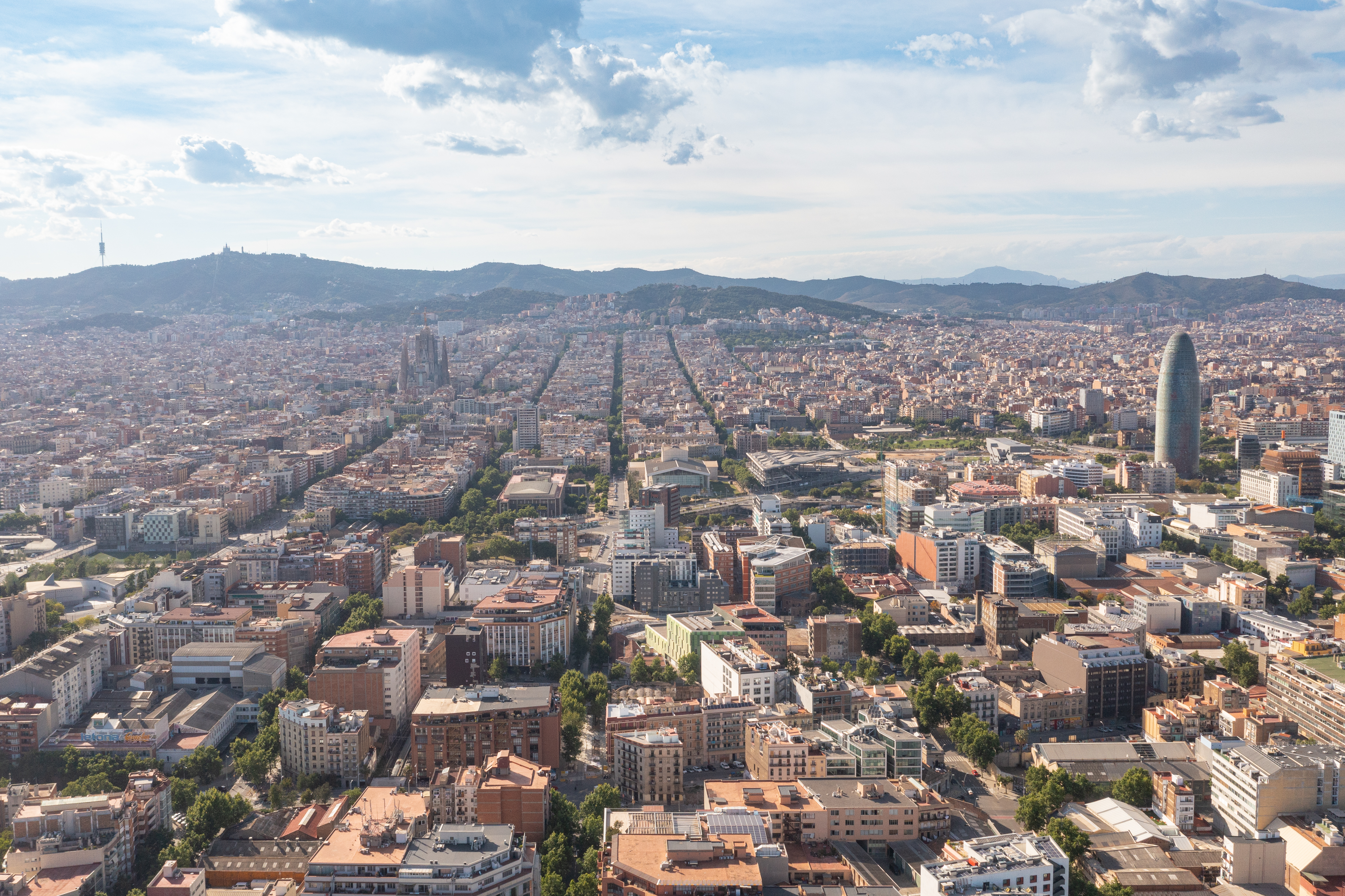
巴塞羅那，加泰隆尼亞現代主義的發源地

加泰羅尼亞現代主義（加泰罗尼亚语：Modernisme català，意為現代主義）也被稱為加泰羅尼亞新藝術運動，是一種指位於加泰羅尼亞於19世紀末和20世紀初發展的現代主義建築、造型藝術（繪畫和雕塑）或文學的風格史學名稱，該風格尤以建築的設計元素和裝飾藝術受到特別關注。如今，它被認為是一場基於對加泰羅尼亞身份文化復興的運動。
儘管它是整個歐洲興起的新藝術運動及現代主義潮流的一部分，但在加泰羅尼亞與巴塞羅那藉由地理上的特殊關係、意識形態和社會經濟等因素，展現著屬於自己鮮明的特色。其藝術的主要聚集地基本位於巴塞羅那，並因而加強了當地與西班牙文化中的差異特徵，在其他海外地區的城市，如卡塔赫納、诺韦尔达、科米利亚斯、諾韋爾達、阿斯託加等城市，也能見到該形式建築物的特徵。除了加泰隆尼亞的現代主義外，歐洲地區的其他區域也發展了類似的文化運動。
在此期間所發展的畫家包括拉蒙·卡薩斯 、聖地亞哥·魯西諾爾、阿萊克斯·克拉佩斯、霍金·遜尼爾等人，並與位於巴黎的前衛藝術有著密切的聯繫，並將位於巴塞羅那的四隻貓作為他們的團聚地點。
此外，該地區的現代主義建築師代表也包括埃萊斯·羅根特、路易斯·多梅內克·蒙塔內爾、何塞·普伊赫·卡達法爾克、恩里克·薩尼耶等人，其中以安東尼·高第作為突出，並從中開始發展他複雜、新穎、獨樹一幟、個人色彩強烈的豐富建築作品，目前，許多現代主義作品都在加泰羅尼亞博物館展出，例如加泰羅尼亞現代主義博物館或加泰罗尼亚国家艺术博物馆。

## 歷史
19世紀末，工業革命在歐洲各國紮根，工業革命帶來的進步，如電力、鐵路和蒸汽機徹底改變了人們的生活方式。並因此推動了城市的發展，在城市中，人類透過建立、經營越來越多資產階級的工業，因而出現了打破傳統標準，尋求以體現20世紀為視角的新建築趨勢，並與時下美學具有息息相關的發展。因此，現代主義也屬一種城市和資產階級所衍伸的風格。
在歐洲，現代主義以不同的名字而聞名：法國和比利時、蘇格蘭和英國的新艺术运动或格拉斯哥學派、德國的、奧地利的分離主義、意大利的自由運動等等。然而，在加泰羅尼亞，現代主義運動有其自身的個性和足夠的含義，因而能夠將「加泰羅尼亞現代主義」視為一場自主運動，無論是在作品的數量、質感還是一流藝術家的數量方面幾乎呈現著異類運動的趨勢，藝術家之間存在很大差異，每個人都有不同的敏感性，但具有相同的精神，即對加泰羅尼亞現代化和歐洲化的渴望。
在此時期，加泰隆尼亞成為了西班亞的工業中心，巴塞羅那在人口、經濟和文化方面成為南歐最重要的大都市，地方政府當局迅速開始擴建城市，以建立一個名為擴展區的新區來彌補不斷增長的人口。隨著出版社、印刷機、報紙、雜誌、實體和協會的增加而產生的文化活動中。知識分子利用這些交流的可能性，展開了一場關於世俗化和開放、寬容和非官方的辯論，其中也包括此時崛起的加泰羅尼亞民族主義，通過與其他歐洲運動的接觸而對現代主義藝術家產生了重要影響。部分作家接受了瓦倫蒂·阿爾米拉爾和洛澤爾和恩里克普拉德拉里巴的思想，吸引了無政府主義的或聯邦主義、反君主主義人士支持，並希望加泰羅尼亞擁有與其他歐洲國家的文化同等的地位。更因此反對傳統主義和宗教信仰，如加泰隆文藝復興 等。
因此，加泰羅尼亞的建築、雕塑、繪畫和裝飾藝術藉由在新藝術的推展運動中找到了屬於自己的相容性，並文化和藝術所需要的會（通過自我改造重申其現代性）相一致。

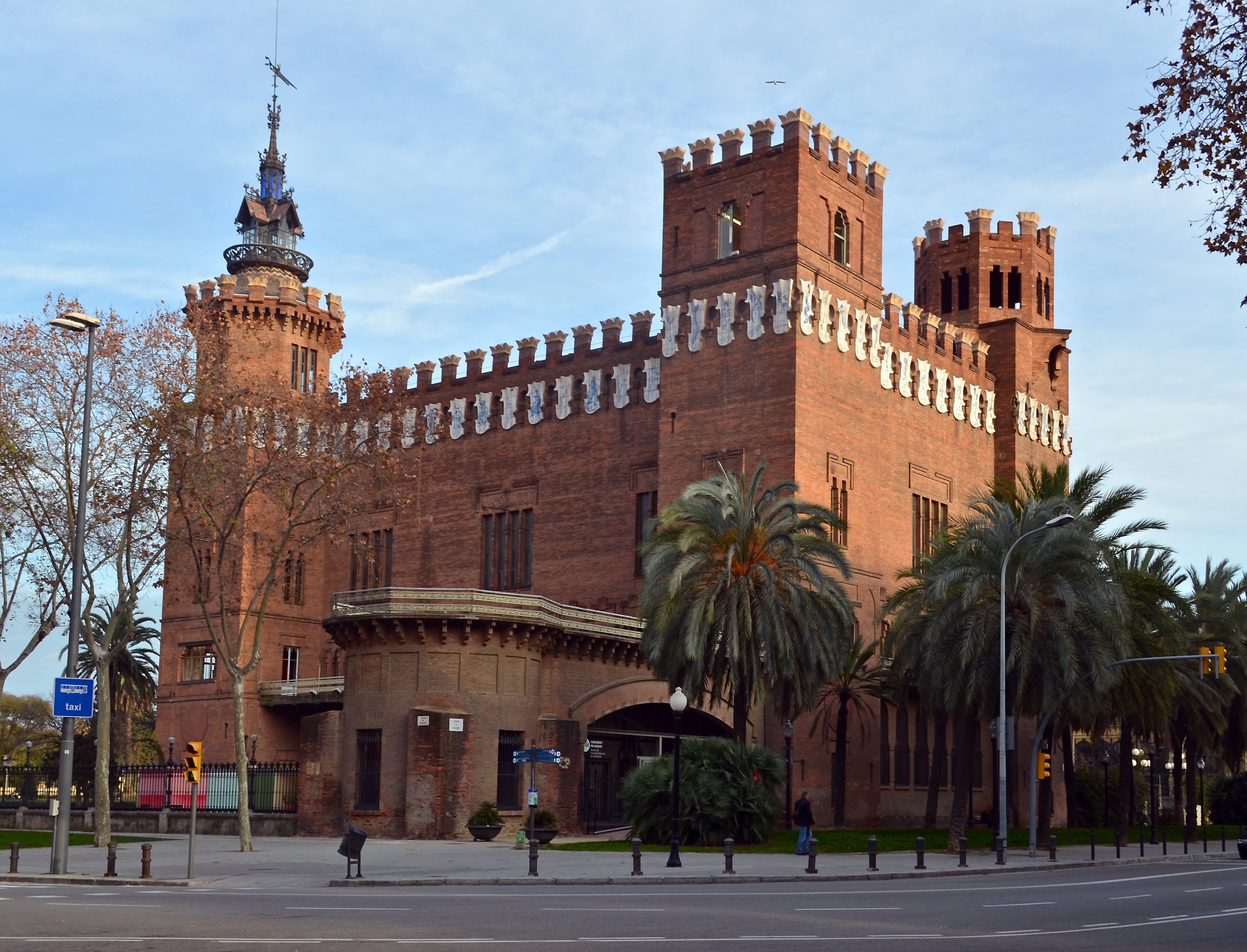
三龍城堡

加泰隆尼亞現代主義建築最早的例子是由路易斯·多梅內克·蒙塔內爾在城堡公园為1888年巴塞羅那世界博覽會設計的三龍城堡。它是在中世紀和阿拉伯風格的基礎上，為加泰羅尼亞尋找一種特殊的風格。隨著世界博覽會之後持續發展的經濟實力，由安東尼·高第帶頭的第一批作品開始採用細緻的裝飾、植物圖案、曲線以及立面和內飾的色彩主義，他將成為這場運動中最具影響力的建築師，此外在擴展區建築受限性，也迫使人們尋找新的空間解決方案。建築師也因而在建築外觀透過釉面陶瓷、外露磚和塗鴉的使用豐富了運用。
除了結合豐富的歷史衍生元素外，此後現代建築的特色還包括曲線優於直線、豐富的裝飾和細節、頻繁使用植物和其他有機圖案、不對稱的品味、精緻的唯美主義和動態的形狀。雖然巴塞羅那是現代主義建築的中心，但加泰羅尼亞的工業資產階級依然在許多加泰羅尼亞的城鎮以建造工業建築和夏季住宅。

## 功能
加泰隆尼亞現代主義拒絕了19世紀上半葉工業建築的單調風格，並發展了基於自然的新建築概念，包括所使用的建築材料、建築物的形式和立面的圖形。建築師和他們的雕塑家經過受自然啟發的圖案，將鳥類、蝴蝶、樹葉和花朵作為裝飾元素放置在建築物的外部，或者作為附加的元素、石頭或陶瓷裝飾品等。也加入了神話般的動物或人物，以及飛簷上的彩色陶瓷元素。窗戶和陽台都有鍛鐵欄杆作為呈現。
資產階級在加泰羅尼亞的發展，也推動了當地現代主義的發展，資產階級令加泰羅尼亞人並且受過教育並且對藝術敏感。獨特形式的新建築看到了滿足他們對強大的表現力、民族象徵、現代化的渴望、表達他們的加泰羅尼亞身份並謹慎地展示財富、美學以及地位的形式。在巔峰時期，共有100多位建築師創造了加泰羅尼亞現代主義風格的建築，其中最引人注目的是三位：安東尼·高迪、路易斯·多梅內克·蒙塔內爾和何塞·普伊赫·卡達法爾克。
當代，加泰羅尼亞現代主義的一些作品已被聯合國教科文組織列為世界文化遺產：
- 路易斯·多梅內克·蒙塔內爾的作品：[9]
  - 巴塞羅那加泰罗尼亚音乐宫
  - 巴塞羅那圣十字圣保罗医院

- 安東尼·高迪的作品：[10]
  - 巴塞羅那桂尔公园
  - 巴塞羅那桂尔宫
  - 巴塞羅那圣家堂的诞生立面及地下室
  - 巴塞羅那巴特略之家
  - 巴塞羅那的米拉之家
  - 巴塞羅那的维森斯之家
  - 桂尔居住区教堂地下室

加泰羅尼亞現代主義在西班牙的其他地區也擴大了影響力，這些地區與加泰羅尼亞一樣在20世紀初經歷了巨大的經濟發展。卡塔赫納的現代主義在此時也脫穎而出，主要是加泰羅尼亞建築師維克托·貝爾特里帶導了該城市的作品。

### 工業、材料使用和結構創新

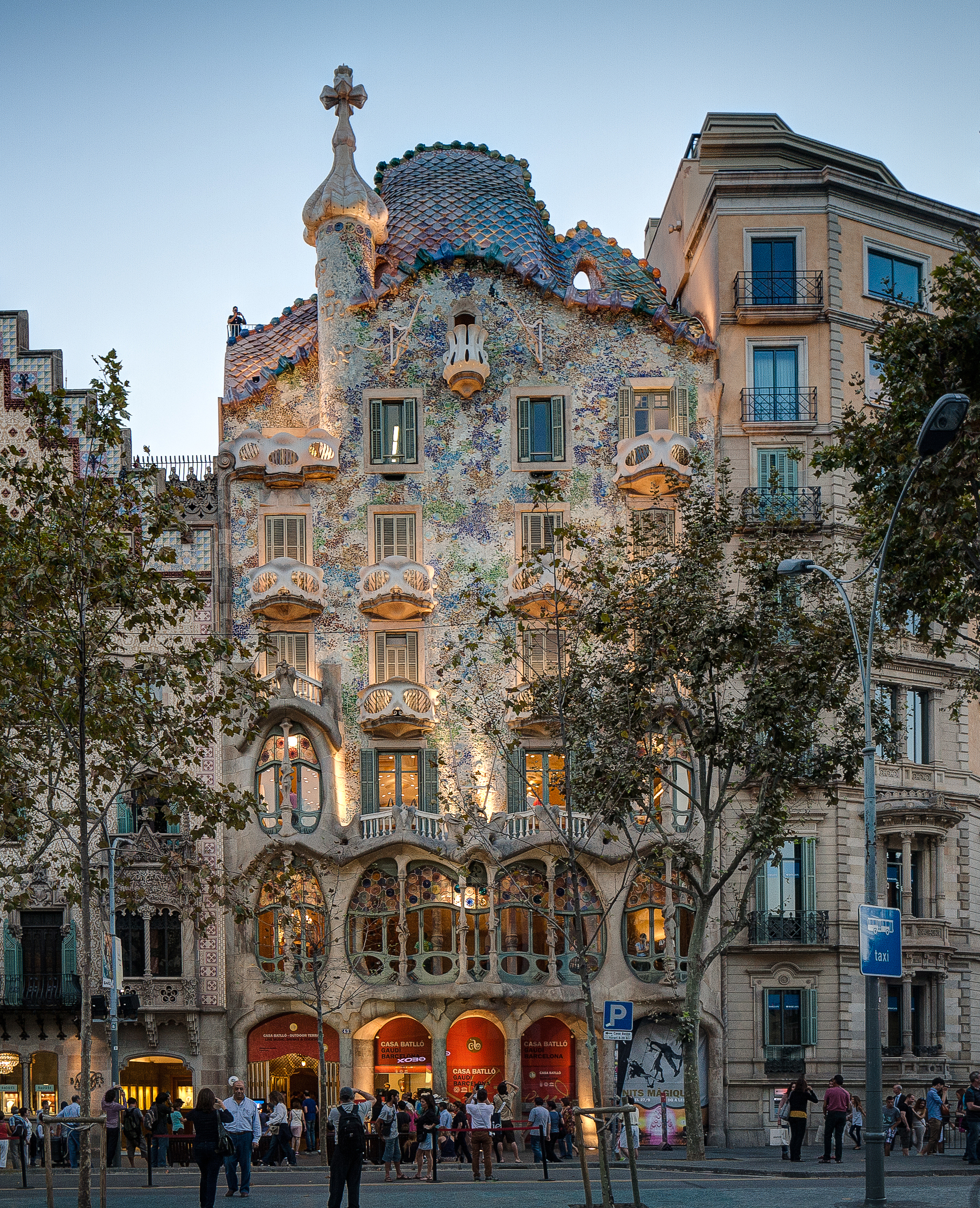
巴特略之家
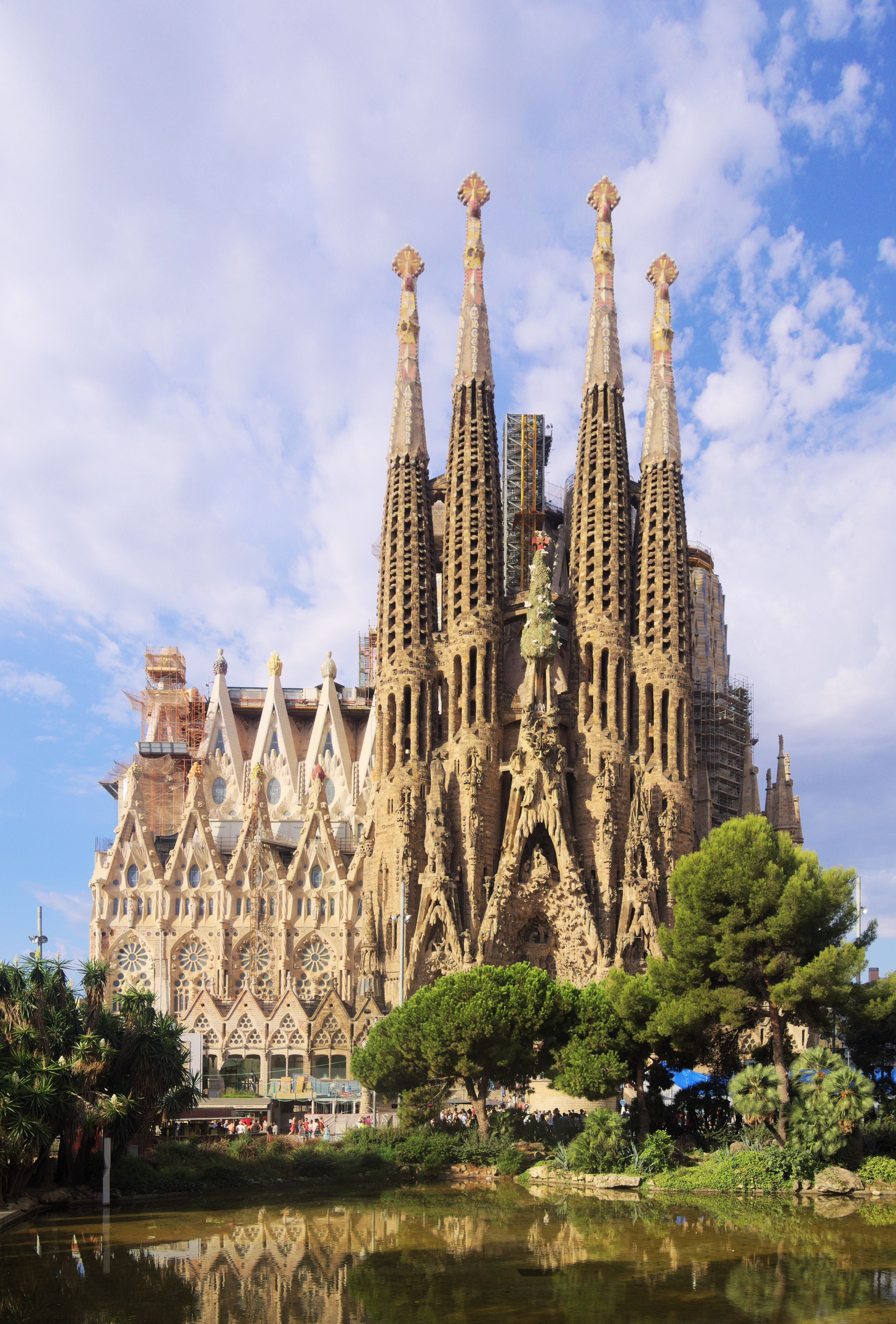
聖家堂，現代主義的象徵
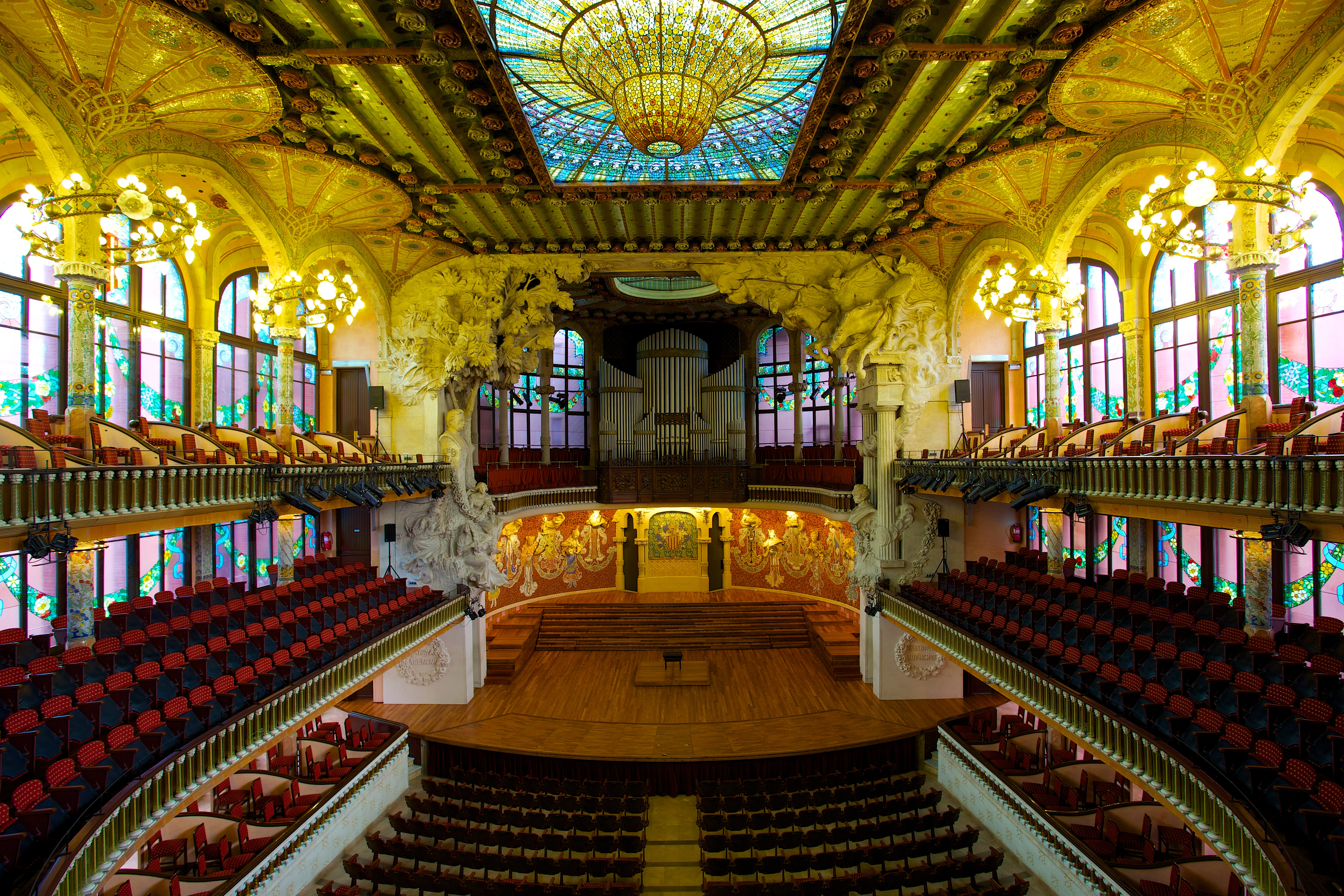
加泰罗尼亚音乐宫
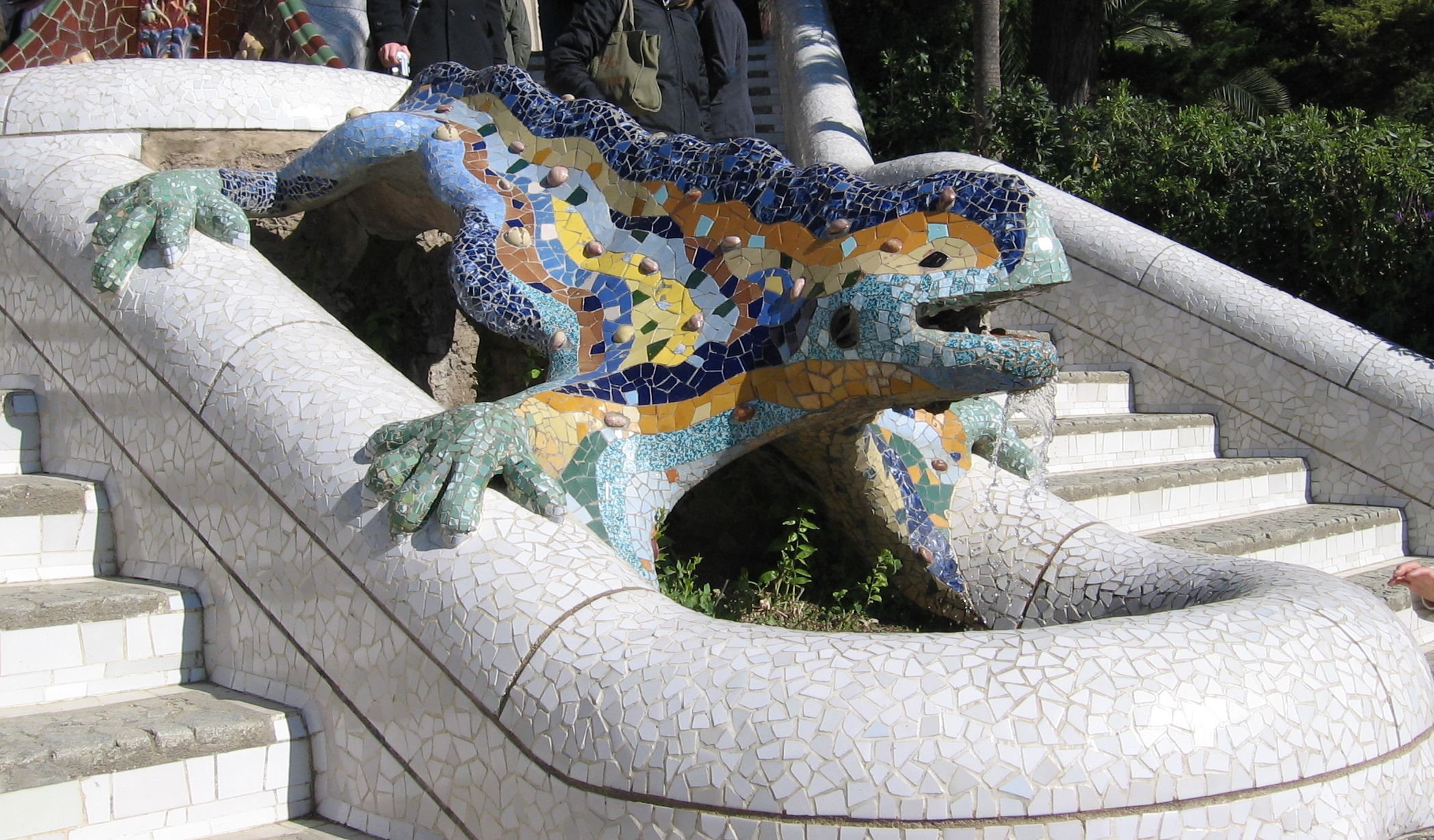
高第龍（Drac Gaudi），桂爾公園最著名的地標

要解釋在加泰羅尼亞藝術的各個分支使用動態和結構創新原因，重要的是將其與工業化的進步，以及人們在19世紀末所經歷的心態變化聯繫起，在19世紀初。這些思維和行為上的差異通過建築、繪畫、寫作和其他藝術分支得以體現。高迪作為加泰羅尼亞現代主義的典範，開始在其建築的形態和結構方面進行創新。通過這種方式，新的建築形式和內部空間必須要有著觀賞以及居住等多樣性的功能。已知僅支撐自身重量的拱的最佳幾何形狀是倒懸鏈線，高迪則最早在他的作品中使用懸鏈線的西方人之一，此外，這種形式需要的材料更少，僅用於建築飾面的功能。
工業化在各個國家（新藝術、新藝術運動等）的現代主義發展中發揮了重要作用。人累開始更加重視圍繞著生活產品的設計。因此，人們尋求這些物體是任何人都可以觸及，在擴張的過程中，藝術家和設計師除了欣賞當時可用的技術，例如機械複製、光刻和海報藝術後，也能夠運用在自己的作品上。
建築師透過利用了新材料，並重新轉換了已知材料。在加泰隆尼亞現代主義中常見的一些材料則包括了鐵、陶瓷、玻璃、水晶、木材、石膏、石頭、磚塊和油漆等，他們也將雕塑重新融入建築以作為其主要元素之一。以更實用的方式分配它們。科學的進步也使建築師能夠以最方便的方式，使用所有材料並測量它們的電阻。科學精神的傳播和建築師驗證材料和傳統建筑施工系統使用限制的想法，也從而產生更多不同的實驗建築的誕生。

## 影響
在整個歐洲，19世紀技術和材料的可用性，為加泰羅尼亞的建築開闢了新的道路。其中建造商和建築師的研究因此得到深化，利用傳統砌體的建造資源，實現了薄結構金屬構件的穩定性。
在19世紀後期的歐洲建築師中 ，也融入了理解哥特式結構的反思，包括歐仁·維奧萊-勒-杜克吹捧令金屬結構設計結合磚石元素的案例。以及在建築中使用鐵的方式的新建議開始出現等，在其他結構細節中，人們正在尋找塑料形式的鐵。勒-杜克曾指出鐵是實現穩定性和空間結合的理想選擇，並且可以通過利用傳統材料的特性來利用它們。這引起了眾多建築師的共鳴，他們尋求實施傳統的當地技術來尋找自己的建築。

### 衰落
從1906年開始，加泰隆尼亞新文化主義的藝術家們開始嘲笑現代主義的反叛思想，並推動了一種更加資產階級的藝術。到了1910年代，現代主義已經被資產階級所接受，大約在這個時候，和一種更加中右翼的加泰羅尼亞民族主義者於1912年上台後。在米格尔·普里莫·德·里维拉的獨裁統治下，所有所有對加泰羅尼亞語的大量公共建築藝術被禁止建造。
然而，現代主義在西班牙第二共和國期間確實有過某種形式的複興，包括前衛作家如未來主義者瓊·薩爾瓦特-帕帕塞特與瓊·馬拉加爾等人。何塞普·維森克·富瓦、薩爾瓦多·達利等超現實主義者的精神顯然與現代主義者的反叛相似，然而1930年代的加泰羅尼亞藝術與現代主義之間的聯繫並不那麼明確，因為藝術家並未有意識地試圖延續任何過去的傳統。 1930年代後，加泰隆尼亞的建築被理性主義所取代，新材料和裝飾所提供的可能性與國際風格聯繫在一起，並集中精力創造技術之間的統一，與加泰羅尼亞現代主義的根源相反。
位於北非的西班牙城市梅利利亞在20世紀之交經歷了經濟繁榮，其新資產階級通過大量訂購現代主義建築來展示其財富。加泰羅尼亞建築師恩里克·涅托曾在該地建立工作室，繼續生產這種風格建築。這導致梅利利亞成為僅次於巴塞羅那的第二大現代主義作品集中地。

## 另見
- 巴塞羅那
- 現代主義
- 现代主义建筑
- 錫切斯光學院（西班牙语：Escuela_luminista_de_Sitges）

## 外部連結
- Réseau Art Nouveau Network （页面存档备份，存于）
- The Vienna Secession Home （页面存档备份，存于）
- Gaudí y el Modernismo en Cataluña （页面存档备份，存于）
- Modernismo （页面存档备份，存于）
- lartnouveau.com （页面存档备份，存于）
- Art Nouveau en Bélgica （页面存档备份，存于）
- Arxiu de Patrimoni Arquitectònic de Catalunya (EPSEB-UPC)
- Ruta Europea del Modernismo （页面存档备份，存于）
- Visita virtual de la cripta de la Colonia Güell
- Museo del Modernismo Catalán （页面存档备份，存于）